# Honey, Puebla
Honey är en kommun i Mexiko.   Den ligger i delstaten Puebla, i den sydöstra delen av landet, 130 km nordost om huvudstaden Mexico City. Antalet invånare är 7 279. Arean är 93 kvadratkilometer.
Terrängen i Honey är varierad.
Följande samhällen finns i Honey:
- Tonalixco
- La Cumbre del Manzano
- Buena Vista
- Vista Hermosa
- Huehuetlilla